# Cruis'n World
Cruis'n World est un jeu vidéo de course sorti en 1996 et fonctionne sur arcade et en 1998 sur Nintendo 64. Le jeu a été développé par Midway Manufacturing Company et édité par Midway Games.
Le jeu fait partie de la série Cruis'n.